# Lyle Waggoner
Lyle Wesley Waggoner (Kansas City, Kansas, 1935. április 13. – Westlake Village, Kalifornia, 2020. március 17.) amerikai színész.

## Filmjei
Mozifilmek
- Swamp Country (1966)
- Catalina Caper (1967)
- Journey to the Center of Time (1967)
- Love Me Deadly (1972)
- Zero to Sixty (1978)
- Surf II (1984)
- Gyilkos fegyver (Murder Weapon) (1989)
- Veszélyben az Államok (Danger USA) (1989)
- Sasok nyomában (Gypsy Angels) (1990)
- The Girl I Want (1990)
- Dream a Little Evil (1990, videó)
- Wizards of the Demon Sword (1991)
- Dead Women in Lingerie (1991)

Tv-filmek
- Once Upon a Mattress (1972)
- The Toy Game (1973)
- Letters from Three Lovers (1973)
- The Love Boat II (1977)
- The Gossip Columnist (1980)
- Gridlock (1980)
- Bulba (1981)
- The Ugily Family (1982)
- Living Straight (2003)

Tv-sorozatok
- Gunsmoke (1966, egy epizódban)
- Lost in Space (1967, egy epizódban)
- The Carol Burnett Show (1967–1974, 174 epizódban)
- The Governor & J.J. (1969, egy epizódban)
- The ABC Comedy Hour (1972, egy epizódban)
- Marcus Welby, M.D. (1973, egy epizódban)
- Wonder Woman (1975–1979, 59 epizódban)
- Maude (1976, egy epizódban)
- The San Pedro Beach Bums (1977, egy epizódban)
- Flying High (1978, egy epizódban)
- Supertrain (1979, egy epizódban)
- Time Express (1979, egy epizódban)
- Szerelemhajó (The Love Boat) (1979–1999, négy epizódban)
- Charlie angyalai (Charlie's Angels) (1980, egy epizódban)
- Fantasy Island (1980–1983, három epizódban)
- Happy Days (1980, 1984, két epizódban)
- Egy úr az űrből (Mork & Mindy) (1981, egy epizódban)
- Romance Theatre (1982, öt epizódban)
- Gun Shy (1983, egy epizódban)
- Gyilkos sorok (Murder, She Wrote) (1984–1993, három epizódban)
- Hardcastle and McCormick (1986, egy epizódban)
- Simon & Simon (1986, egy epizódban)
- Mike Hammer (1986, egy epizódban)
- It's a Living (1987, egy epizódban)
- Daddy Dearest (1993, egy epizódban)
- Burke's Law (1995, egy epizódban)
- Ellen (1996, egy epizódban)
- Pauly (1997, egy epizódban)
- The Naked Truth (1998, egy epizódban)
- Azok a 70-es évek show (That '70s Show) (1999, egy epizódban)
- Házi háború (The War at Home) (2015, egy epizódban)